# Jørgen Lund
Jørgen Lund, nato Niels Peter Jørgen Petersen (Copenaghen, 16 luglio 1873 – 9 maggio 1941), è stato un attore, scenografo e regista danese.

## Filmografia

### Attore
- Othello, regia di Viggo Larsen - cortometraggio (1908)
- Den Romerske Model, regia di Viggo Larsen - cortometraggio (1908)
- Gøngehøvdingen, regia di Carl Alstrup - cortometraggio (1909)
- Capriciosa, regia di Viggo Larsen - cortometraggio (1909)
- Apachepigens hævn, regia di Carl Alstrup - cortometraggio (1909)
- Faldgruben, regia di Emanuel Tvede - cortometraggio (1909)
- Fra storstadens dyb, regia di Carl Alstrup - cortometraggio (1910)
- Fra det mørke København, regia di Carl Alstrup - cortometraggio (1910)
- Elverhøj, regia di Jørgen Lund - cortometraggio (1910)
- Københavnerliv - cortometraggio (1911)
- Lersøens Konge - cortometraggio (1911)
- Det store Fald, regia di Christian L. Larsen - cortometraggio (1911)
- Hovmod staar for Fald, regia di Søren Nielsen - cortometraggio (1911)
- Brudekjolen - cortometraggio (1911)
- Forstærkningsmanden, regia di H.O. Carlsson - cortometraggio (1912)
- Lumpacivagabundus - cortometraggio (1912)
- Storstadens Hyæne, regia di Knud Lumbye (1912)
- Et pokkers Pigebarn, regia di Christian Petersen - cortometraggio (1912)
- Pigernes Jenser - cortometraggio 1912
- Med fuld musik
- Week-end, regia di Lau Lauritzen e Alice O'Fredericks (1935)

### Regista
- Elverhøj - cortometraggio (1910)
- Kærlighed ved Hoffet, co-regia di Søren Nielsen - cortometraggio (1912)